# Breda Mihelič
Breda Mihelič, slovenska umetnostna zgodovinarka, * 25. julij 1948, Ljubljana.

## Življenjepis
Miheličeva je leta 1973 diplomirala na ljubljanski Filozofski fakulteti in prav tam 1997 tudi doktorirala. Med letoma 1978 in 1994 je kot raziskovalka delala na Ljubljanskem urbanističnem zavodu. Od 1994 do 2001 pa je bila konservatorka na Zavodu RS za varstvo kulturne dediščine; odtlej pa do upokojitve je bila znanstvena sodelavka na Urbanističnem inštitutu RS za Ljubljano.

## Delo
Poglavitna področja njenega raziskovanja so zgodovina arhitekture in urbanizma 19. in 20. stoletja, urbana morfologija in arhitekturna tipologija ter metodologija urbane prenove in varstva kulturne dediščine. V okviru teh tematik je v zadnjih letih posebno pozornost posvečala prav obdobju na prelomu 19. in 20. stoletja. O tem je objavila številne pomembne članke tako doma kot v tujini, med drugim je v sodelovanju z Jelko Pirkovič izdala knjigo Secesijska arhitektura v Sloveniji (1986). S svojimi raziskavami omenjene tematike je sodelovala pri številnih mednarodnih projektih (npr. Itineraire Culturel Archeologie Industrielle Evropskega sveta 1997, mednarodna razstava Mythos Grossstadt: Architektur und Stadtbaukunst in Zentraleuropa von 1890–1937), od leta 1999 pa vodi in koordinira slovenski del projekta Art Nouveau in Progress/Art Nouveau en Projets in aktivno sodeluje v mreži Art Nouveau, tudi kot članica njenega upravnega odbora.